# Beintza-Labaien
Beintza-Labaien – gmina w Hiszpanii, w Nawarze, o powierzchni 28,13 km². W 2011 roku gmina liczyła 242 mieszkańców.